# Micologia

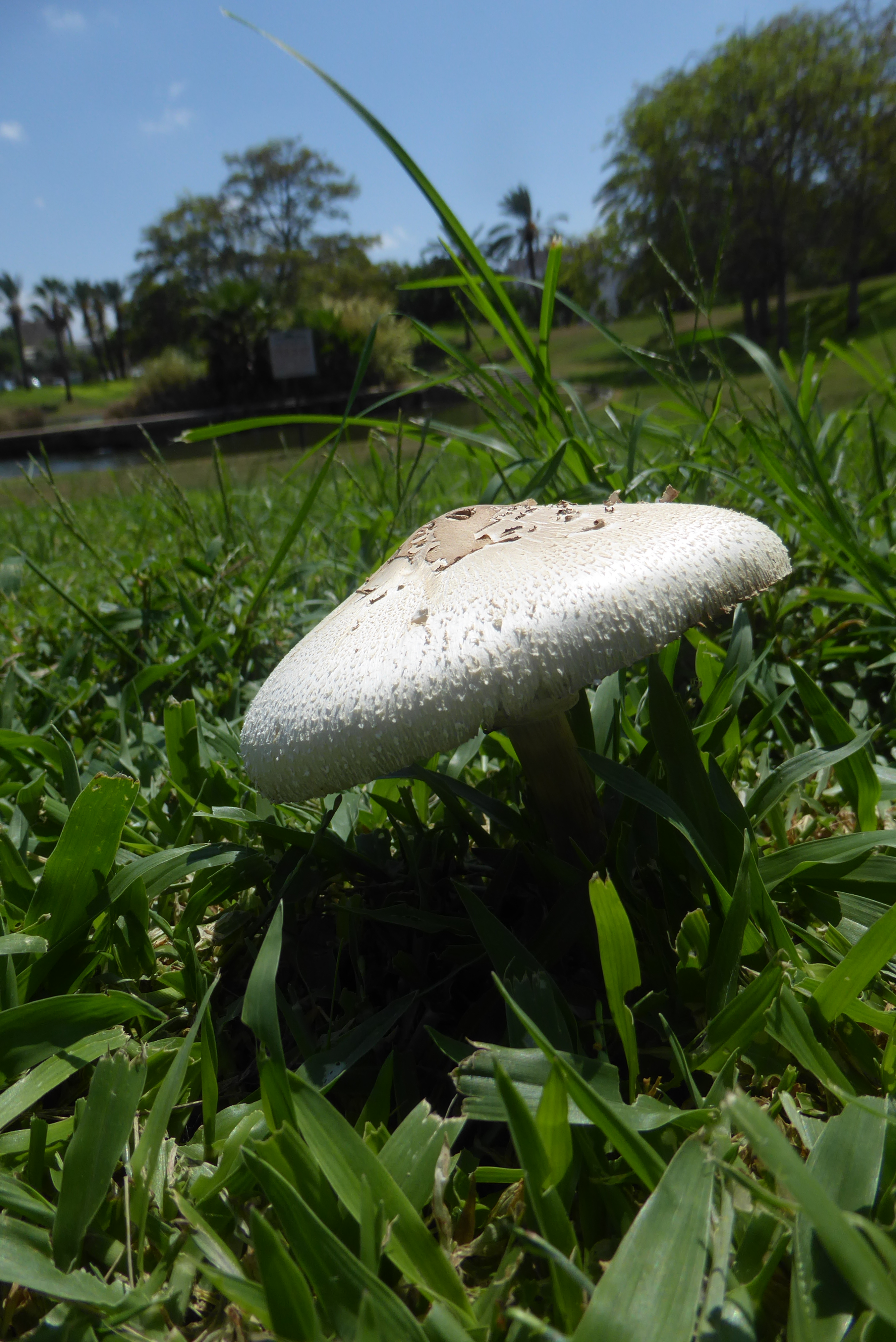
Micologia

La micologia è una branca delle scienze biologiche che si occupa dello studio dei funghi. Il termine deriva dal greco antico μύκης?, múkēs ("fungo") e λόγος, lógos ("studio"). Il campo di studio della micologia è l'intero regno dei funghi: dai macromiceti, che possono raggiungere ragguardevoli dimensioni, ai micromiceti, molto più numerosi dei primi ed infinitamente più piccoli.
Si tratta di una scienza in continua evoluzione, nonché agli albori della sua espansione: a tutt'oggi la micologia è, almeno nel mondo occidentale, relegata a circoli amatoriali e raramente accademici. Recentemente, anche grazie all'azione di abili divulgatori, questa scienza sta cominciando a venire considerata con maggiore serietà, man mano che si conferma l'importanza dei funghi nei più svariati ambiti culturali, farmaceutici, ecologici, ed il conseguente riconoscimento della micologia come una branca della biologia al pari della botanica o della zoologia

## Storia
Il regno dei funghi è sempre stato oggetto d'interesse da parte degli uomini, che spesso li associavano ad eventi magici o soprannaturali, non riuscendo a comprendere la loro natura. Fu solo dal XVI e XVII secolo che si cominciò ad analizzare in modo scientifico la flora micologica, ed è in questo periodo che si colloca la nascita della micologia come scienza.
Fra i primi a suddividere sistematicamente le specie fungine fu Charles de l'Écluse, conosciuto con il nome latino di Carolus Clusius, che stabilì le divisioni fra lamellosi (eg. Agaricus), porosi (eg. Boletus) ed echinati, ovvero con l'imenio ad aculei.
Nel 1729 Pier Antonio Micheli scopre che la riproduzione dei funghi avviene attraverso le spore. Quasi un secolo dopo, nel 1837, Joseph Henry Lévillé descrive per primo i basidi.
Pietre miliari della micologia sono le tavole di Pierre Bulliard, pubblicate fra il 1791 ed il 1793, la Symposys Metodica Fungorum pubblicata nel 1805 da Christian Persoon. Si tratta di opere importanti, ma nessuna di queste tratta a fondo la questione della classificazione sistematica dei funghi.
Bisognerà aspettare le pubblicazioni di Elias Magnus Fries, considerato il padre della micologia moderna. Egli nel 1821 pubblica il Sistema Mycologicum, nel 1828 l’Elenchus Fungorum e nel 1874 l’Imenomycetes Europei, descrivendo in questi volumi circa tremila specie diverse di funghi. L'opera del Fries sarà portata avanti ed ampliata dal francese Lucien Quélet.
Degne di nota le pubblicazioni Sylloge Fungorum Omnium Hucusque Cognitorum di Pier Andrea Saccardo e l'imponente Iconographia Mycologica in ventiquattro volumi, opera di Monsignor Giacomo Bresadola.